# Ruta 7 (Uruguay)
Die Ruta 7 ist eine Nationalstraße in Uruguay. Sie ist nach General Aparicio Saravia benannt.
Die 387 Kilometer lange Straße beginnt nahe Montevideo und endet in Melo. Auf ihrem Weg von Süden in den Nordosten des Landes führt sie durch San Jacinto, José Batlle y Ordoñez, Santa Clara de Olimar. Das erste, etwa 100 Kilometer lange Teilstück ab Montevideo ist als Red Primaria klassifiziert.

## Weblinks

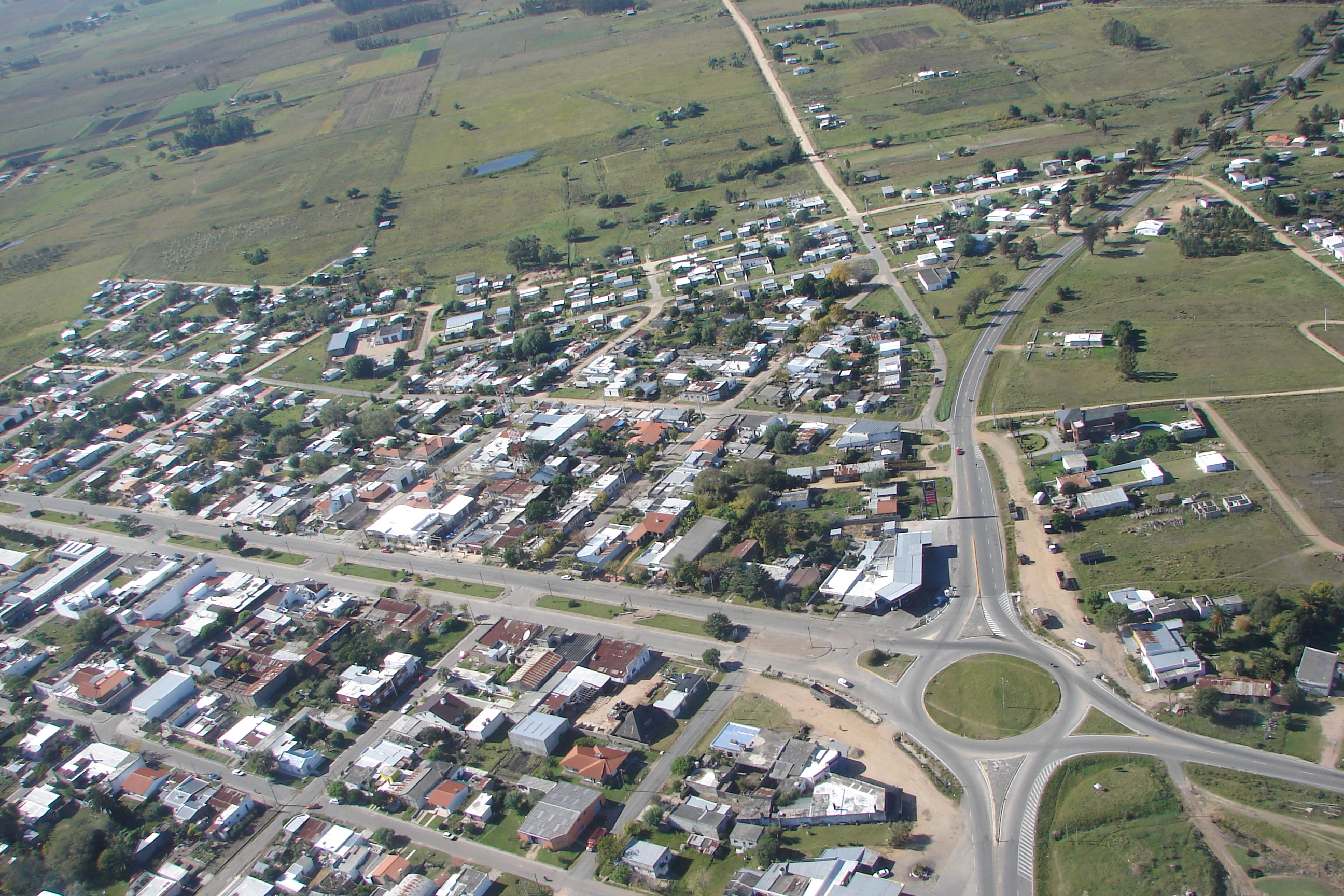
Kreuzung der Ruta 7 (von links) mit der Ruta 11 (von unten) in San Jacinto